# Браве, Иоахим Вильгельм фон

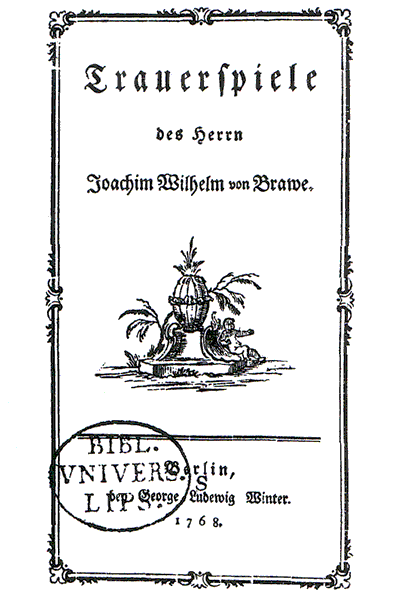
«Трагедии» (1768)

Иоахим Вильгельм фон Браве (нем. Joachim Wilhelm von Brawe; 4 февраля 1738, Вайсенфельс — 7 апреля 1758, Дрезден) — немецкий драматург.

## Биография
Воспитывался в Шульпфорте, слушал университетские лекции в Лейпциге. Ему было не более 18 лет от роду, когда, для получения премии, объявленной за лучшую трагедию известным Фридрих Николаи при основании им «Библиотеки изящных наук», он написал трагедию «Der Freigeist» («Безбожный») и получил вторую награду (первую получил Кронек за своего «Кодра»). Он написал ещё «Брута», первую немецкую оригинальную трагедию, пятистопными ямбами и белыми стихами. Эта трагедия не чужда риторичности, но она отличается замечательною силою. Брат Лессинга и Рамлер издали обе его трагедии.
Умер от оспы в 20 лет.

## Произведения
- «Безбожный» (Der Freigeist, 1758, по-русски 1771)
- «Брут» (Brutus, 1768)